# NGC 3251
NGC 3251 is een balkspiraalstelsel in het sterrenbeeld Leeuw. Het hemelobject werd op 19 februari 1862 ontdekt door de Duits-Deense astronoom Heinrich Louis d'Arrest.

## Synoniemen
- IC 2579
- UGC 5684
- MCG 4-25-23
- ZWG 124.29
- IRAS 10264+2621
- PGC 30892